# Nociceptor

Vía nocirreceptiva. Transmisión del dolor desde el receptor nocirreceptivo hasta la corteza cerebral.

Los nociceptores o nocirreceptores ("receptores de daño" o receptores de dolor) son receptores que responden a estímulos nocivos. El proceso neuronal de señalización de daño tisular o irritación química que se percibe como dolor o picazón se conoce como nocicepción. Los nociceptores inician el proceso respondiendo a estímulos mecánicos, térmicos o químicos. Envían impulsos a través de neuronas aferentes hacia la médula espinal, y de ahí, al cerebro, lo que lleva a la percepción del dolor.

## Clasificación
En lo que se refiere a los mecanismos del dolor periférico, se advierte un alto grado (no absoluto) de especificidad. En concordancia con las diferenciaciones por tipos de nervios, las fibras sensitivas se clasificaron de acuerdo con su calibre y función. Se ha definido que dos tipos de fibras aferentes en la porción distal de axones de las neuronas sensitivas primarias reaccionan en forma máxima a estímulos nociceptivos. Un tipo es la fibra C de conducción lenta, amielínica (sin mielina) y finísima (diámetro de 0.3 a 1.1 μm); la otra es la fibra A delta (A-δ) de conducción más rápida y con una capa fina de mielina (diámetro de 2 a 5 μm). Las terminaciones periféricas de ambas aferencias primarias del dolor, o receptores, son las terminaciones nerviosas profusamente ramificadas y libres que se encuentran en la piel y otros órganos; están cubiertas por células de Schwann y contienen poca o nula mielina. Existe evidencia considerable, con base en sus características de reacción, de que existe un grado  de subespecialización dentro de estas terminaciones nerviosas no encapsuladas de ramificación libre y de sus pequeñas fibras aferentes. Se reconocen tres extensas categorías de terminaciones libres o receptores: mecanorreceptores, termorreceptores y nociceptores polimodales.
Los nociceptores pueden subclasificarse según cuatro criterios:
1. Fibras C aferentes, amielínicas, frente a fibras Aδ (Delta) aferentes, mielínicas.
2. Modalidades de estimulación que evocan una respuesta.
3. Características de la respuesta.
4. Marcadores químicos característicos (por ejemplo, receptores expresados en la membrana).[4]